# Atak ludzi grzybów
Atak ludzi grzybów (jap. マタンゴ Matango) – japoński film grozy z 1963 roku w reżyserii Ishirō Hondy na podst. opowiadania The Voice in the Night Williama Hope’a Hodgsona.
W Polsce miał premierę 6 czerwca 2012 jako część cyklu „Dyskretny Urok kiczu” w ramach projektu „Kino Tektura”.

## Fabuła
W tokijiskim szpitalu wykładowca uniwersytecki Kenji Murai opowiada o tym jak był pasażerem luksusowego jachtu, na którym byli studentka Akiko Sōma, pisarz Etsurō Yoshida, piosenkarka Mami Sekiguchi oraz właściciel jachtu, celebryta Fumio Kasai. Oprócz nich są także szyper jachtu Naoyuki Sakuta i majtek Senzō Koyama.
Podczas rejsu jacht wpada w sztorm, z którego pasażerowie wychodzą kompletnie zagubieni na morzu. Żeglując na ślepo we mgle, trafiają na tajemniczą bezludną wyspę. Rozbitkowie po krótkiej eksploracji odkrywają wrak żaglowca na plaży. W środku nie ma ciał, a wszystko pokrył mech i mężczyźni dochodzą do wniosku, że był to statek poszukiwawczy badający efekty eksplozji nuklearnych. Na jego pokładzie znajdują sporo rzeczy, które mogą im pomóc przeżyć. Wśród znalezisk są wielkie grzyby opisane jako Matango. Kobiety zaś odkrywają kabinę kapitana, gdzie jest dziennik pokładowy i fakt, że lustra zostały usunięte.
Po oczyszczeniu z mchu obecnym na pokładzie środkiem chemicznym statek staje się zdany do zamieszkania. Kenji po lekturze dziennika nie jest w stanie dowiedzieć się, z jakiego kraju jest statek, a także czego dotyczyła ekspedycja. Prowiantu starczy na tydzień, a wg dziennika na wyspie nie ma za dużo zwierząt. Wszędzie natomiast rosną wszechobecne grzyby, jednak Sakuta przestrzega przed ich jedzeniem, gdyż mogą być trujące.
Podczas nadawania ogniem sygnału S.O.S. ze szczytu wyspy Yoshida wspomina wizytę w klubie poprzedzającą feralny rejs. Kasai chwali się, że dzięki swej pozycji nie musi tyle pracować co Yoshida i mówi, co napędza cywilizacje. Mami ma tam swój występ.
Kenji i Kasai z odkrytą w statku strzelbą idą na polowanie, jednak nic nie znajdują. Dostrzegają jednak, że pojawiające ptaki starają się unikać wyspy. Kenji odkrywa kawałki rozbitego lustra. Tymczasem Sakuta i Koyama podczas naprawy jachtu pod wodą widzą cmentarz okrętów. Podczas dalszego polowania Kenji i Kasai docierają do lasu porośniętego grzybami. Kasaiowi wydaje się, że coś dostrzegł.
Nocą ktoś chodzi po pokładzie. Po intensywnych poszukiwaniach okazuje się, że wszyscy są na miejscu i pojawia się zdeformowany człowiek, który znika. Po dłuższym pobycie na wyspie zaczyna dochodzić do konfliktów, a prowiant się kończy. Wówczas Koyama sugeruje szukać roślinnego pokarmu. Yoshida dociera do grzybów i sięga po jeden z nich. Okazują się być jadalne. Po powrocie Kenji dostrzega dziwne zachowanie Yoshidy.
Wkrótce Yoshida ze strzelbą grozi wszystkim śmiercią i przyznaje się do konsumpcji grzybów, by zwiększyć swą percepcję. Zostaje szybko unieszkodliwiony i zamknięty w kajucie Kasaia. Wkrótce Kasai sugeruje Sakucie, by zostawić resztę, a we dwoje uciec z wyspy. Kenji i Akiko znajdują związanego Kasaia w opróżnionej spiżarni. To sprawka Sakuty, który zdążył uciec zreperowanym jachtem. Yoshida wraz z Mami planują zabić Kenjiego i Kasaia. Po zastrzeleniu Koyamy Yoshida i Mami zostają wypędzeni.
Podczas pory deszczowej załamany Kasai zamierza popełnić samobójstwo. Podczas nieobecności Kenjiego i Akiko na pokład wraca Mami, oznajmiająca brak głodu. Zaprowadza Kasaia do grzybowego lasu i oznajmia, że po zjedzeniu grzyba ma się ochotę na więcej, aż samemu staje się grzybem. Kasai widząc Yoshidę zmieniającego się w grzyba ucieka w przerażeniu. Dopadają go jednak humanoidalne grzyby.
Tymczasem Kenjiego i Akiko niepokoi brak Kasaia. Co gorsza, wrak na nowo pokrywa mech z grzybami. Kenji potem odkrywa dryfujący jacht, jednak Sakuta nie żyje, oznajmiając w wiadomości, że wyruszył po pomoc widząc zdziczenie reszty. Akiko w desperacji sugeruje zjeść grzyby, przed czym przestrzega Kenji. Wkrótce pojawiają się pokryte grzybami stwory i uprowadzają Akiko. Kenji biegnie jej na ratunek, tylko po to zobaczyć jak zajada się grzybami. Na widok ludzi-grzybów przerażony Kenji z trudem ucieka do jachtu, którym wypływa w morze.
Kenji zostaje odratowany i umieszczony w szpitalu. Obserwowany przez personel medyczny żałuje, że nie został z Akiko i nie zjadł grzyba. Ukazuje lekarzom swoją twarz pokrytą grzybami i stwierdza, że Tokio niczym nie różni się od wyspy, gdyż i tam ludzie są przebiegli.

## Obsada
- Akira Kubo – adiunkt Kenji Murai
- Miki Yashiro – Akiko Sōma
- Kumi Mizuno – Mami Sekiguchi
- Hiroshi Tachikawa – Etsurō Yoshida
- Yoshio Tsuchiya – Masafumi „Fumio” Kasai
- Hiroshi Koizumi – szyper Naoyuki Sakuta
- Kenji Sahara – Senzō Koyama
- Takuzō Kumagai – lekarz #1
- Yutaka Oka – lekarz # 2
- Keisuke Yamada – lekarz # 3
- Akio Kusama – policjant #1
- Kazuo Higata – policjant #2
- Katsumi Tezuka – policjant #3
- Mitsuko Hayashi – pielęgniarka #1
- Tazue Ichimanji – pielęgniarka #2
- Saburo Iketani – radiowy spiker (głos)
- Hideo Shibuya – pracownik klubu
- Hiroshi Akitsu – gość w klubie #1
- Ryūtarō Amami – gość w klubie #2
- Yoshio Katsube – gość w klubie #3
- Hideyo Amamoto – przemieniający się Matango
- Haruo Nakajima – Matango
- Tokio Okawa – Matango
- Kōji Uruki – Matango
- Masaki Shinohara – Matango
- Kuniyoshi Kashima – przejściowy Matango
- Toku Ihara – przejściowy Matango

## Kontrowersje
Atak ludzi grzybów został niemal zakazany w Japonii z powodu charakteryzacji przypominającej deformację ofiar ataku atomowego na Hiroszimę i Nagasaki.

## Odniesienia w kulturze popularnej
- Głęboki śmiech Matango został wykorzystany jako głos Alien Baltana z Ultramana[3], głos Flipa z Ultramana Leo[4] i jęk zombie w japońskim zwiastunie Świt żywych trupów[potrzebny przypis].
- Szybki śmiech Matango został wykorzystano jako chichot duszy Lily z serialu Ultra Q i jeden z dźwięków wydawanych przez  Perolyngę z Ultraseven[potrzebny przypis].
- Odgłosy Matango zostały wykorzystany jak głos Kemura z Ultra Serii[5].
- Matango są minibossem w grze wideo Godzilla: Monster of Monsters[6].
- Odcinek serialu anime Urusei Yatsura pt. Kyōfu! Tororo ga Semete Kuru!! jest parodią filmu[7].
- Miasto z gry wideo Secret of Mana nazywa się Matango[8].
- W uniwersum komiksowym DC Comics pojawia się stworzony z grzybów złoczyńca Matango[9].